# Clinical Cancer Research
Clinical Cancer Research es una revista médica, revisada por pares sobre oncología , que incluye la caracterización celular y molecular, la prevención, el diagnóstico y la terapia del cáncer humano, oncología médica y hematológica, radioterapia, oncología pediátrica, patología, oncología quirúrgica y genética clínica. También se incluyen las aplicaciones de las disciplinas de farmacología, inmunología, biología celular y genética molecular a la intervención en el cáncer humano. Uno de los principales intereses de la Investigación Clínica del Cáncer se trata de ensayos clínicos que evalúan nuevos tratamientos junto con investigaciones sobre farmacología y alteraciones moleculares o biomarcadores que predicen respuesta o resistencia al tratamiento. Otra prioridad para la investigación clínica del cáncer son los estudios de laboratorio y en animales de nuevos medicamentos, así como agentes dirigidos a moléculas con el potencial de conducir a ensayos clínicos y estudios de mecanismos de oncogénesis, progresión del fenotipo maligno y enfermedad metastásica. La revista es publicada por la Asociación Estadounidense para la Investigación del Cáncer .

## Historia
El primer número de Clinical Cancer Research se publicó en enero de 1995. Para el 1 de diciembre de 1994, 128 manuscritos habían sido enviados para su publicación por investigadores que representaban una variedad de disciplinas clínicas y de laboratorio no solo de los Estados Unidos sino también de la investigación internacional. comunidad. En 1998, el número de manuscritos enviados aumentó de 500 en el primer año a casi 800. La revista reportó una tasa de aceptación del 52% en ese momento. Con el objetivo de publicar solo artículos de alta calidad, los editores decidieron aumentar el rigor de la revisión.

## Resumen e indexación
a revista está resumida e indexada en Chemical Abstracts, Index Medicus, MEDLINE, Science Citation Index y Current Contents /Clinical Medicine. Según Journal Citation Reports , la revista tiene un factor de impacto de 8,193 en 2013, lo que la ubica en el puesto 13 entre 202 revistas en la categoría "Oncología".

## Métricas de revista
2022

- Web of Science Group : 12,531
- Índice h de Google Scholar: 55
- Scopus: 11,693

La revista ocupa el puesto número 6º (2024) en Google Scholar en el apartado de oncología.